# Licence pluridisciplinaire
En France, la licence pluridisciplinaire est un type de licence combinant l'étude de plusieurs disciplines. Elle a été créée par l'arrêté du 7 juin 1994.

## Dénomination
Il existe deux dénominations nationales correspondant à deux secteurs: la « licence pluridisciplinaire de lettres, arts et sciences humaines », et la « licence pluridisciplinaire de sciences et technologie ».

## Objectif
Ce diplôme sanctionne une formation dont le cursus combine un pôle majeur de connaissances articulé autour de deux ou trois champs disciplinaires dans le secteur des lettres et langues, sciences humaines et sociales, sciences ou technologie, et un pôle mineur de connaissances dans le secteur des lettres et langues, sciences humaines et sociales, sciences, technologie, droit et science politique ou économie et gestion.